# Arvals
Arvals, Arvels o Arthels (del Nórdico antiguo Arfr, "herencia" y öl, inglés antiguo "Ale", banquete), hacía referencia en un principio a la cena del día de un funeral aunque más tarde ha pasado a denominar —sobre todo en el norte de Inglaterra— a una torta dulce, delgada y ligera, aderezada con canela y nuez moscada, que se servía a los pobres en esas fiestas. La cena del funeral viene a denominarse Arvel-dinner.
La costumbre parece haber sido una comida que ayude a mantener en casa a los asistentes mientras se realizaba una "investigación" informal —con el cadáver expuesto públicamente— que permita exculpar de acusaciones de responsabilidad (y crimen) tanto a la persona heredera como a las que tienen derecho a las propiedades del muertos.